# サワルリソウ
サワルリソウ（沢瑠璃草、学名：Ancistrocarya japonica）は、ムラサキ科サワルリソウ属の多年草。一属一種。

## 特徴
地下茎は肥厚し、短く這って分枝する。茎は直立し、高さ50-80cmになり、短く硬い圧毛が生える。葉は茎の中部に集まって互生し、葉身は長楕円形で、長さ10-20cm、幅3-7cm、先端はとがり、基部はしだいに狭くなってごく短い葉柄につづき、縁は全縁となる。葉の裏面に圧毛が生え、光沢があり、葉脈の主脈は隆起し、側脈は5-7対になる。
花期は5-6月。茎の先に、まばらに分枝した、一方の側にのみ向いた、先が巻いた巻散花序（さそり形花序）をだし、しだいに成長して長い総状になり、下から上に順々に開花していく。花には短い柄があり、花序の下部にのみ苞がある。萼は緑色で5深裂し、裂片は細く先がとがり、毛が生える。花冠は淡青紫色から白色、長さ10-13mm、筒状鐘形で先は5裂して平開し、裂片は卵状楕円形になり、花冠喉部に付属体はない。雄蕊は5個あり、花冠内部につき、花糸は短い。果実は4個の分果からなるが、1-2個のみ成熟し、成熟した分果は、灰白色で滑らかな楕円状卵形体になり、先が嘴状に長く伸びて鉤状に曲がる。

## 分布と生育環境
日本固有種。本州（岩手県以南）、四国、九州の太平洋側に分布し、山地の木陰に生育する。

## 名前の由来
和名サワルリソウは、「沢瑠璃草」の意で、谷川のほとりなどやや湿った場所に生えるルリソウの仲間の意味。ルリソウは同じムラサキ科の別属ルリソウ属の種である。
属名 Ancistrocarya は、ギリシア語で ancistron + caryon、「鈎」+「堅果」の意味で、果実の先端が釣針のように屈曲していることによる。種小名（種形容語）japonica は、「日本の」の意味。

## 種の保全状況評価
国（環境省）のレッドデータブック、レッドリストでの選定はない。都道府県のレッドデータ、レッドリストの選定状況は次の通り。岩手県-Aランク、宮城県-絶滅危惧IA類(CR+EN)、福島県-絶滅危惧IB類(EN）、茨城県-絶滅危惧IB類、栃木県-絶滅危惧II類（Bランク）、群馬県-絶滅危惧IB類(EN)、埼玉県-絶滅危惧I類(CE)、千葉県-最重要保護生物(A)、東京都-絶滅危惧IA類(CR)、神奈川県-絶滅危惧II類(VU)、山梨県-絶滅危惧IB類(EN)、長野県-準絶滅危惧(NT)、三重県-絶滅危惧IB類(EN)、京都府-絶滅危惧種、大阪府-準絶滅危惧、兵庫県-Aランク、奈良県-絶滅危惧種、和歌山県-絶滅危惧IA類(CR)、島根県-絶滅危惧II類(VU)、岡山県-準絶滅危惧、山口県-絶滅危惧IA類(CR)、徳島県-準絶滅危惧(NT)。

## ギャラリー

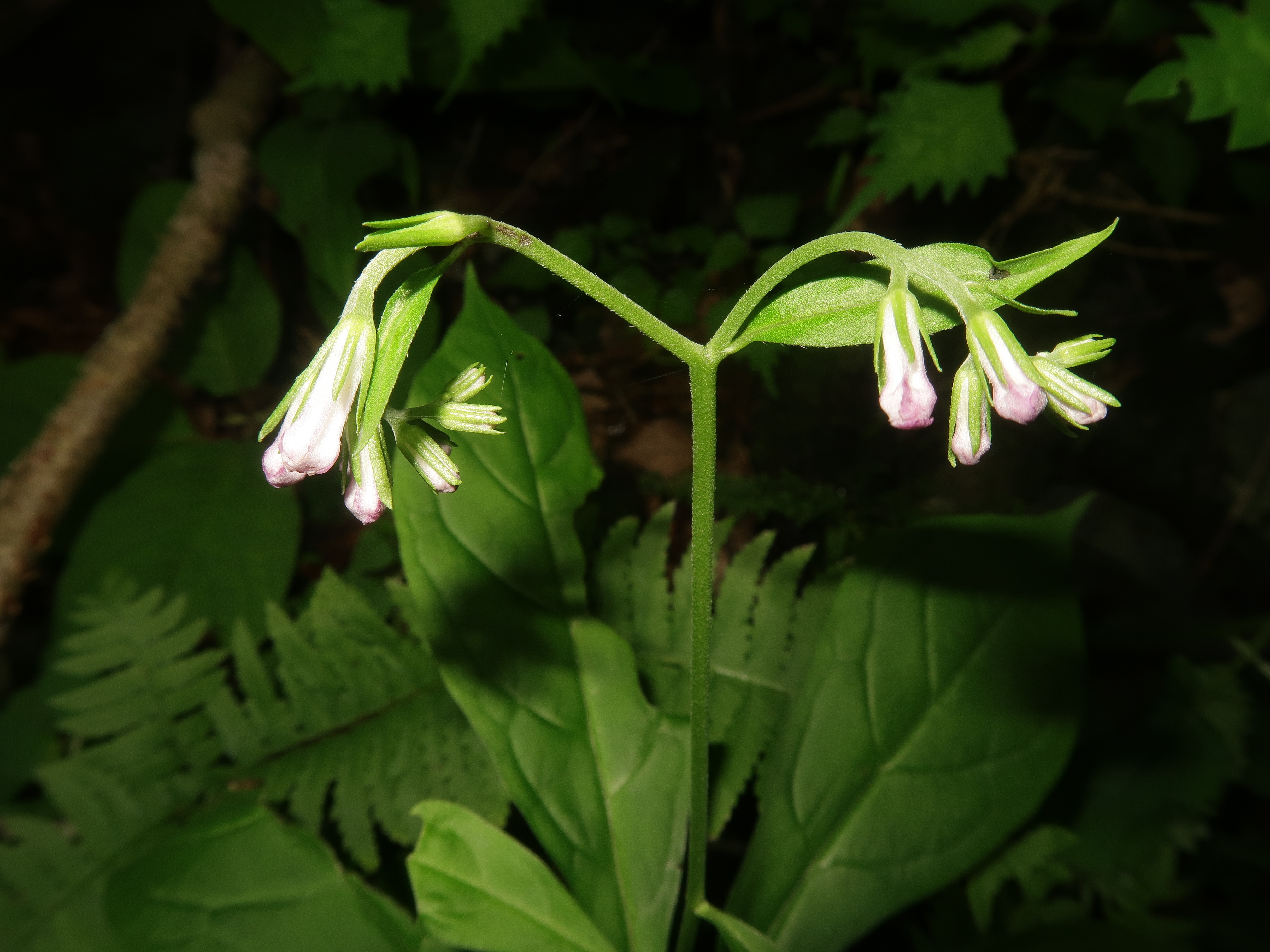
展開する前の花冠、淡青紫色から白色。萼は緑色で5深裂し、裂片は細く先がとがる。
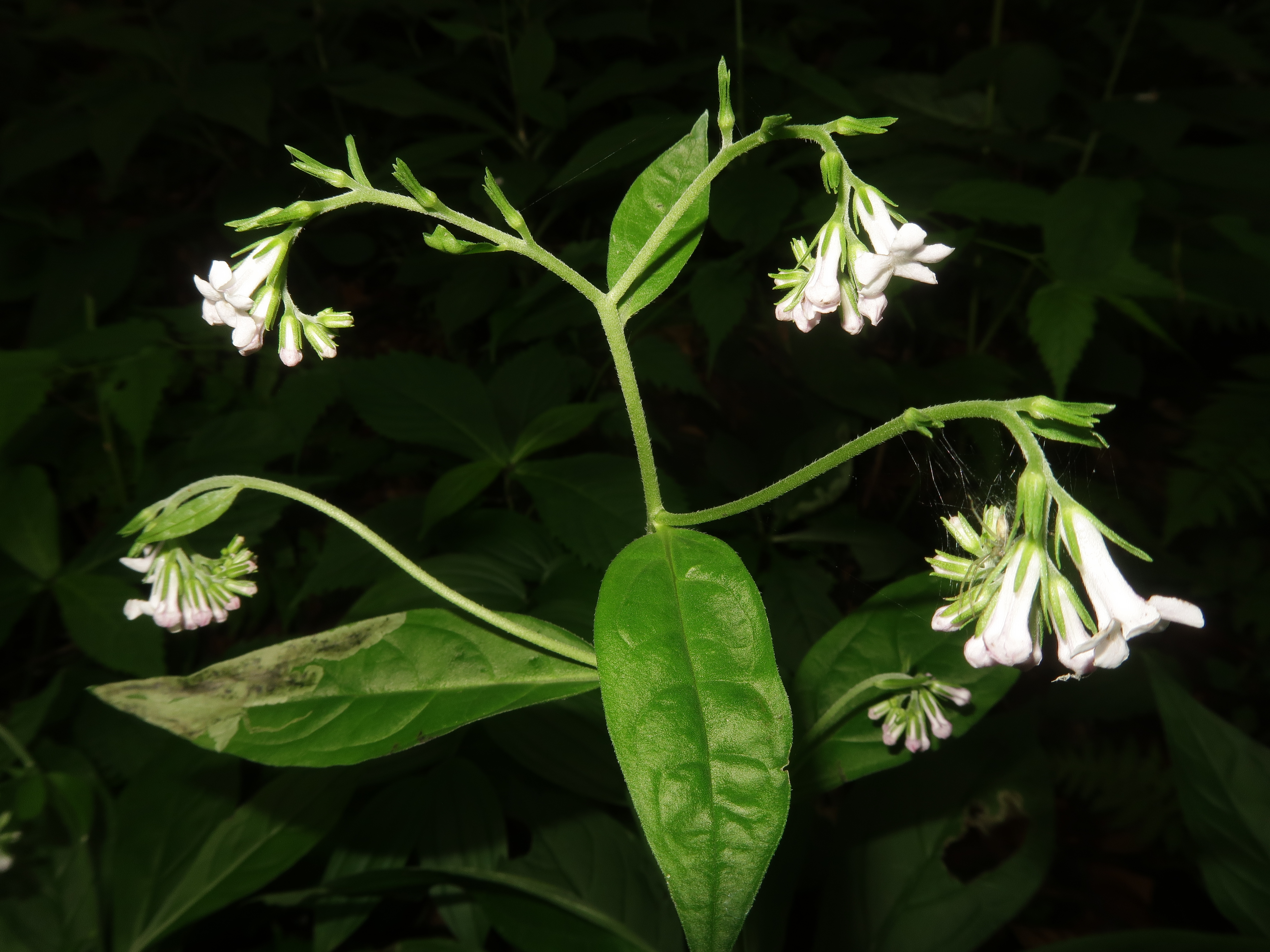
一方の側にのみ向いた、先が巻いた巻散花序（さそり形花序）をだし、しだいに成長して長い総状になる。
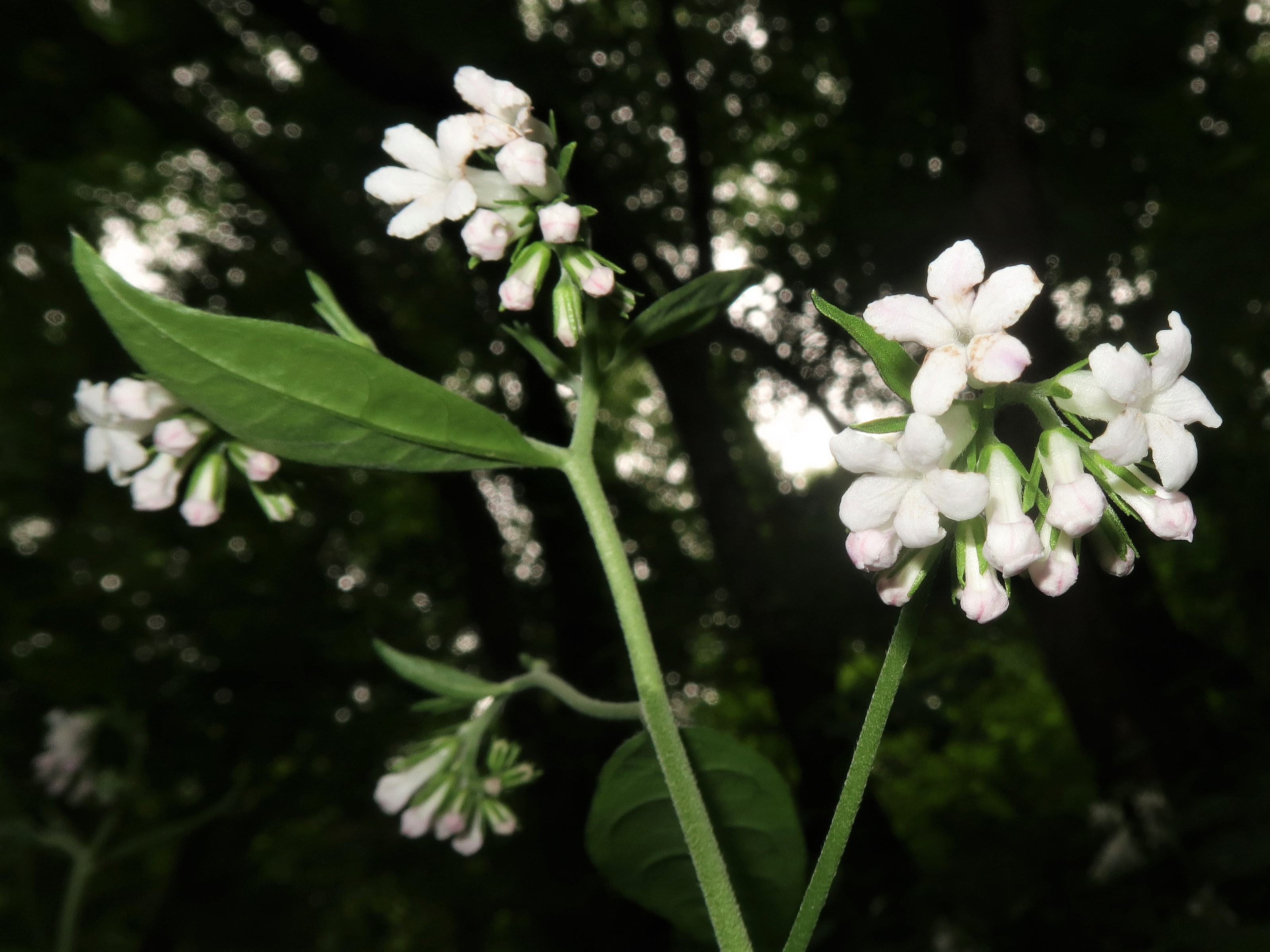
花冠の先は5裂して平らに開き、裂片は卵状楕円形になり、花冠喉部に付属体はない。
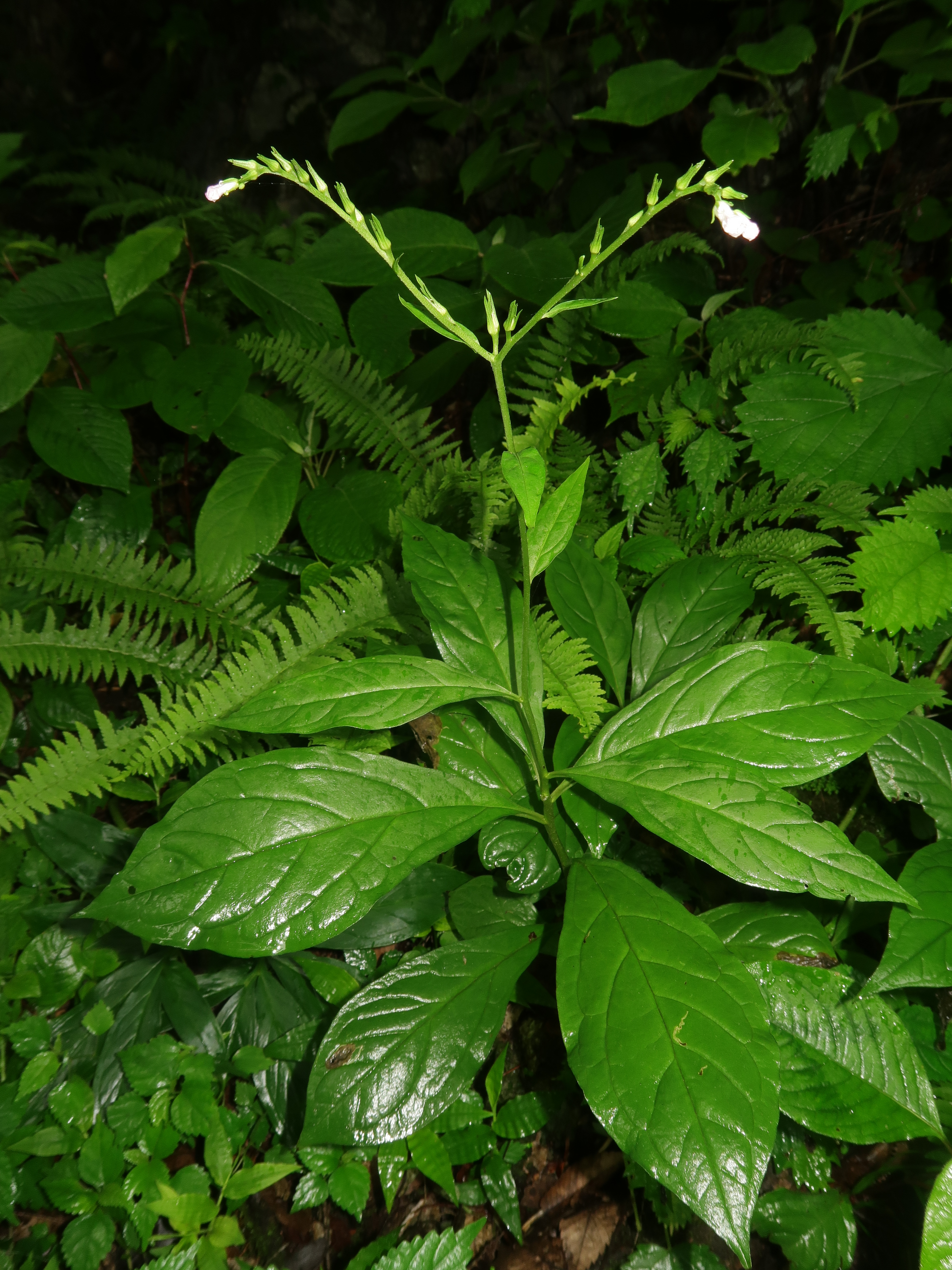
花序はしだいに成長して長い総状になり、下から上に順々に開花していく。花序の下部にのみ苞がある。
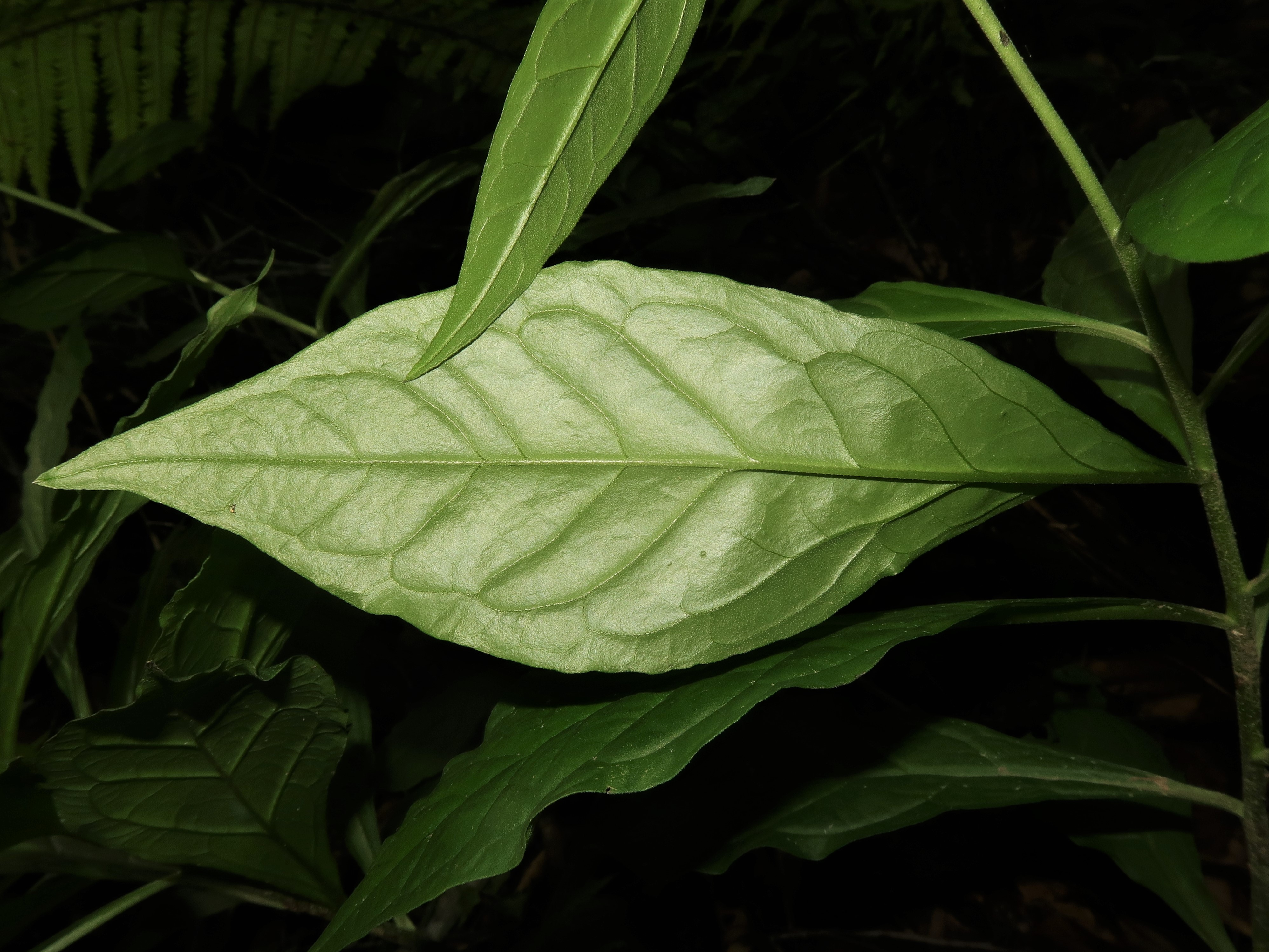
葉の裏面。光沢があり、葉脈の主脈は隆起し、側脈は5-7対になる。
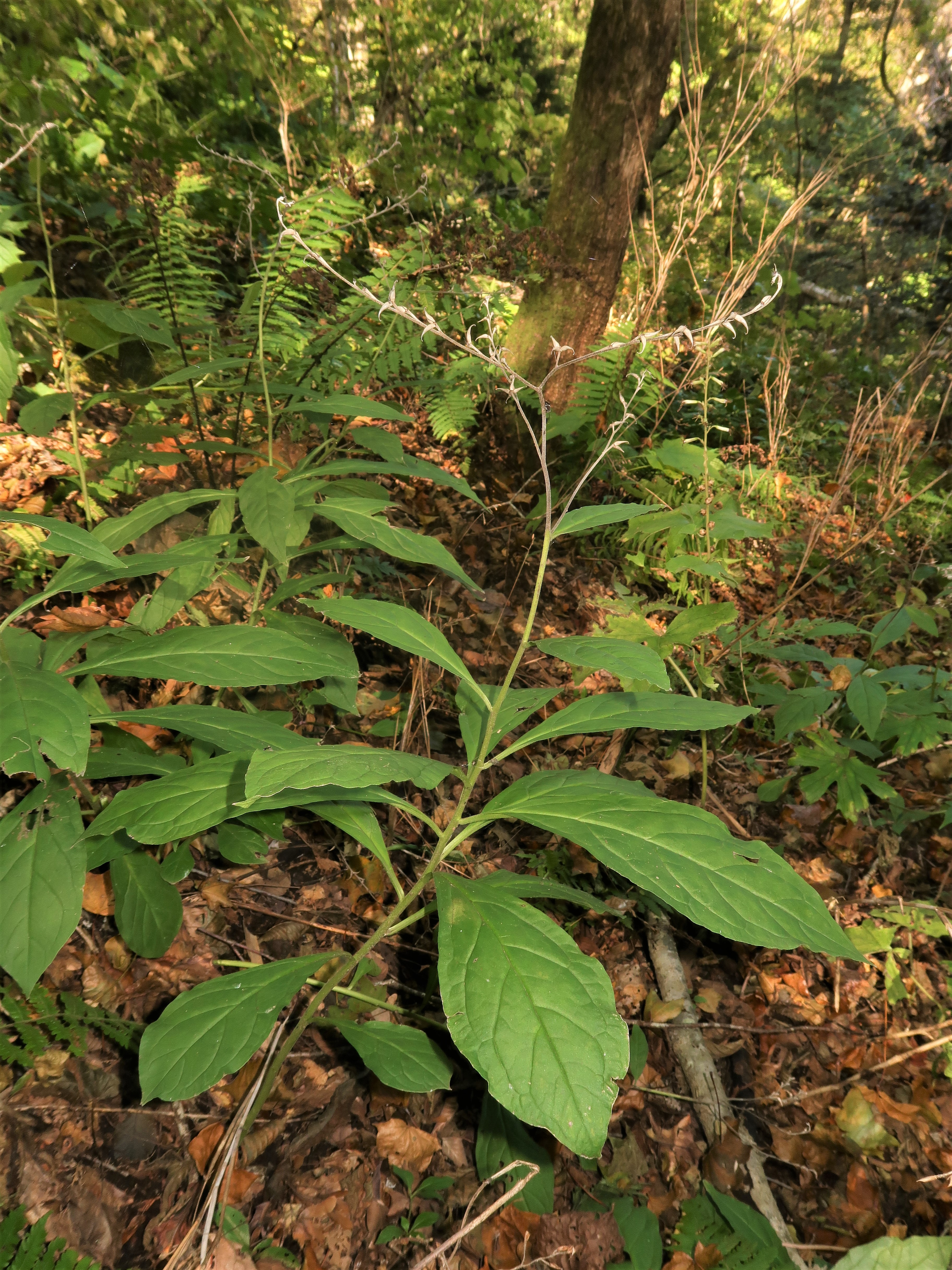
果実期の全姿。10月下旬。
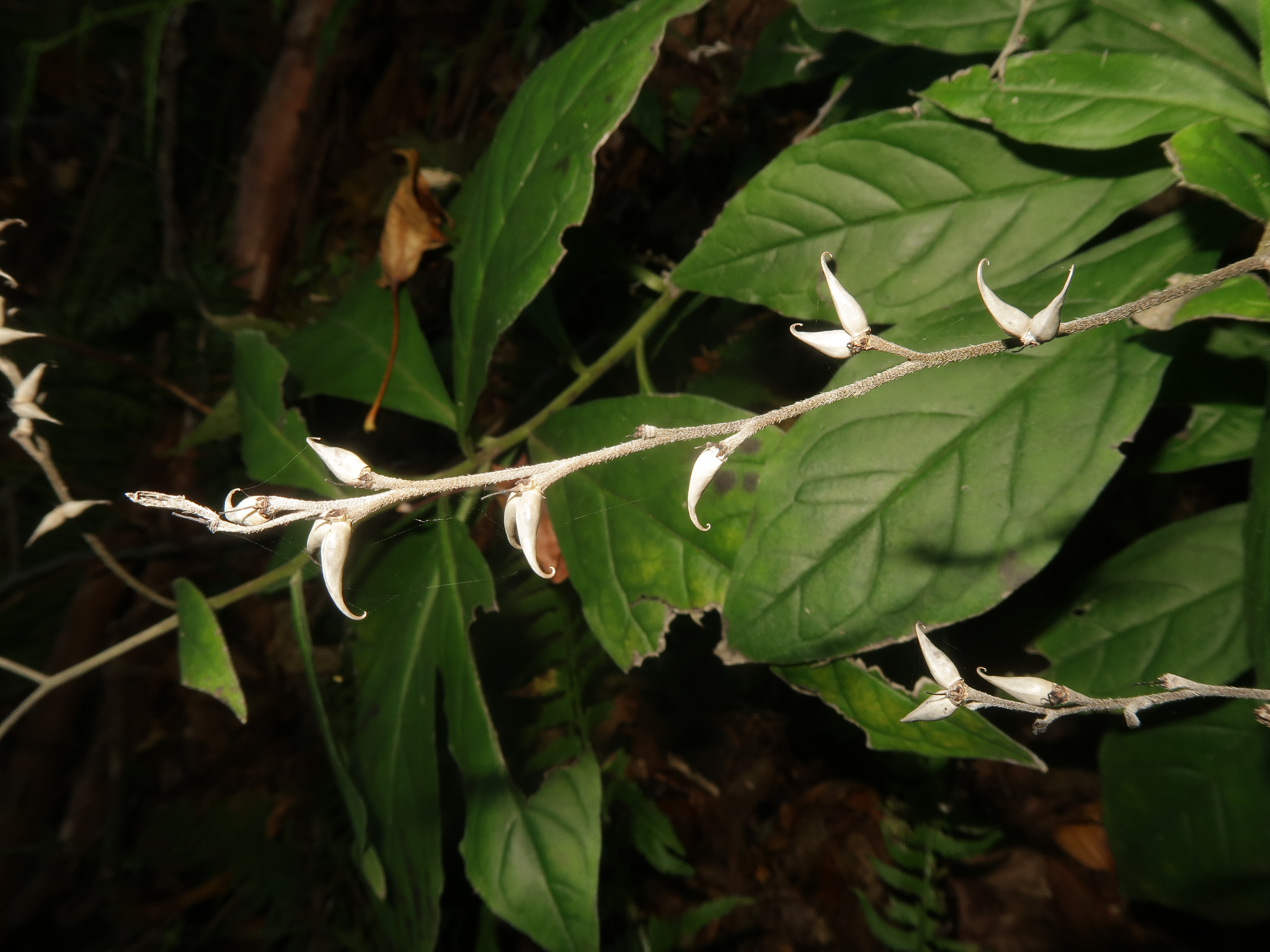
果実は4個の分果からなるが、1-2個のみ成熟し、成熟した分果は、灰白色で滑らかな楕円状卵形体になり、先が嘴状に長く伸びて鉤状に曲がる。
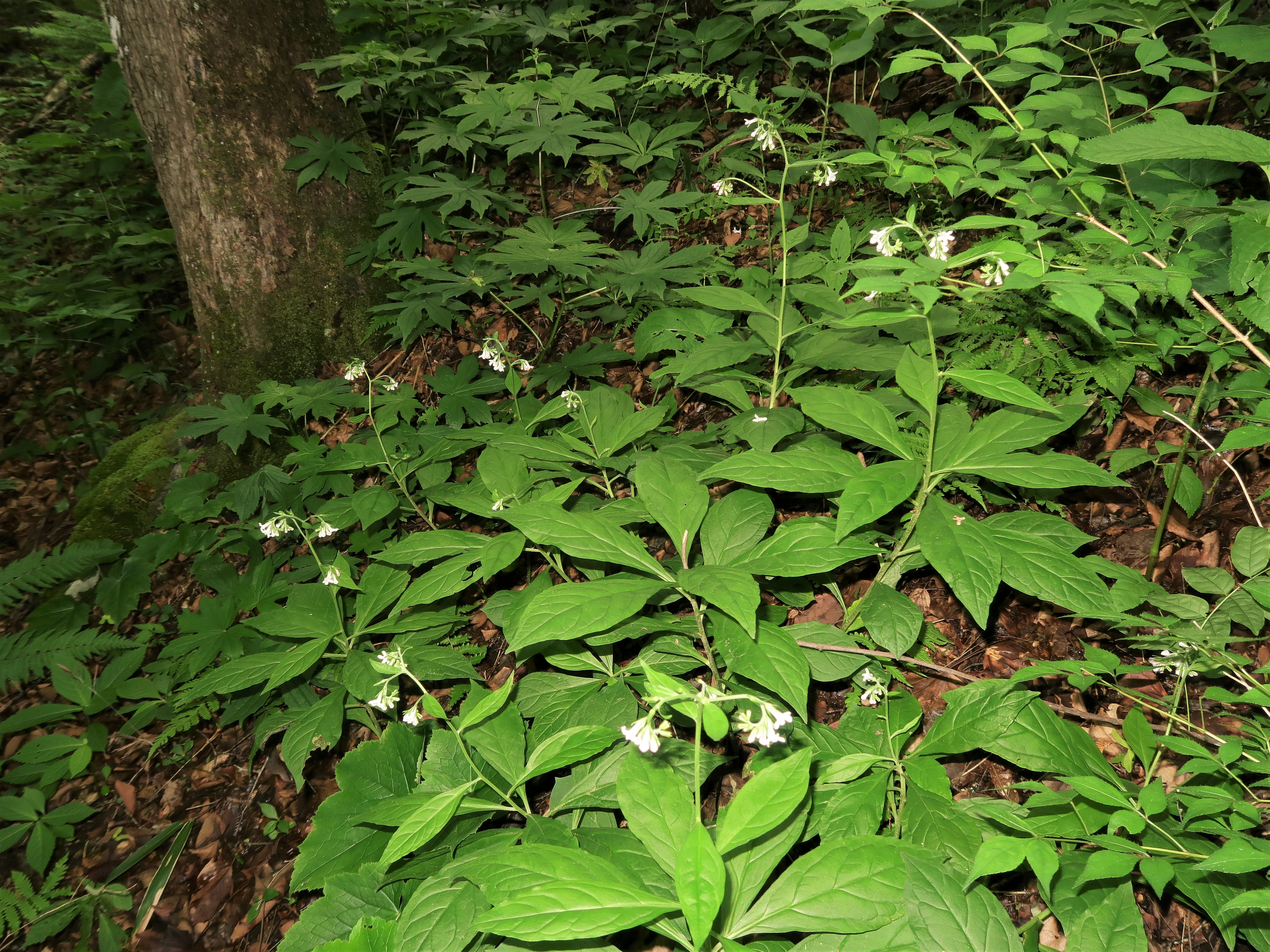
生育環境。山地の広葉樹林下のやや湿った斜面に、モミジガサ、オオバショウマ、ミツバウツギ、シダ類とともに生育していた。

## 下位分類
シロバナサワルリソウ（学名：Ancistrocarya japonica Maxim. f. albiflora (Honda) H.Hara (1949)）- 白花のものを品種として区分することがある。はじめ、var. albiflora Honda (1935) として変種として区分していた。タイプ標本は栃木県旧塩谷郡栗山村（現：日光市）産のもの。